# John William Draper
Pour les articles homonymes, voir John, William et Draper.
John William Draper (5 mai 1811 - 4 janvier 1882) est un scientifique, philosophe, médecin, chimiste, historien et photographe américain, d'origine britannique. 

## Jeunesse
John William Draper est né le 5 mai 1811 à St Helens en Angleterre de John Christopher Draper, un pasteur wesleyan et de Sarah (Ripley) Draper. Le 23 juin, il fut baptisé par le ministre Wesleyan Jabez Bunting. Il eut trois sœurs, Dorothy Catherine, Elizabeth Johnson, et Sarah Ripley. La famille déménagea souvent d'églises en églises à travers l'Angleterre. John William entra en 1822 à Woodhouse Grove, une public school de Bradford.  Il retourne étudier à la maison en 1826 puis entre au University College de Londres en 1829.
Le 11 septembre 1831, John William se marie avec Antonia Coetana de Paiva Pereira Gardner, la fille de Daniel Gardner, un médecin de la cour de Jean VI de Portugal et de Charlotte Joachime d'Espagne. Antonia est né vers 1814 au Brésil après que la famille royale eut fui le Portugal à cause de l'invasion de Napoléon. L'identité de la mère d'Antonia est discutée. Vers 1830, elle fut envoyée avec son frère vivre chez leur tante à Londres.
Des relations de la mère de John William lui recommandèrent, alors qu'elle était maintenant veuve, de venir vivre avec ses enfants en  Virginie. De plus, une place d'enseignant était proposé à John William au collège méthodiste local.

## Virginie
En 1832, la famille s'installa à Mecklenburg County, en Virginie à 10 km de Christiansville (maintenant Chase City). John William établit un laboratoire à Christiansville, où il travailla sur des expériences et publia 8 articles avant d'entrer à l'école médicale. Sa sœur Dorothy Catherine Draper lui apporta les finances nécessaires pour ses études de médecin à l'université de Pennsylvanie. Il obtint son degré de l'école de médecine de l'université de Pennsylvanie en mars 1836. La même année, il commença à enseigner au Hampden-Sydney College de Virginie.

## New York
En 1837, il prit un poste à l'université de New York; il fut élu professeur de chimie et de botanique l'année suivante. Il fut professeur de son école de médecine de 1840 à 1850, président de l'école de 1850 à 1873, et professeur de chimie jusqu'en 1881. Il est le fondateur de l'école médicale de l'université de New York.

## Travail
Il fit d'importantes recherches en photochimie, rendit possible la photographie de portrait grâce à ses améliorations (1839) du daguerréotype, publia un manuel sur la philosophie naturelle en 1847, un manuel de Physiologie en 1866, et des mémoires scientifiques sur l'énergie radiante en 1878). Il fut aussi la première personne à prendre une astrophotographie; il prit la première photo de la Lune qui en montrait tous les détails en 1840. En 1843 il fabriqua des daguerréotypes qui montraient de nouveaux détails de la lune dans le spectre visible. En 1850 il fabriqua des microphotographies avec son jeune fils Henry.
En 1842 il proposa que seuls les rayons lumineux étant absorbés pouvaient produire des changements chimiques.
Cette théorie se fit connaître sous le nom de la loi Grotthuss-Draper, ou principe de l'activation photochimique. Theodor Grotthuss avait eu la même idée en 1817 mais était resté dans l'ombre. 
Il a également contribué dans le domaine de l'histoire. Il est bien connu comme étant l'auteur de The History of the Intellectual Development of Europe (1862), où il applique les méthodes de la science physique à l'histoire, de History of the American Civil War (3 vols., 1867-1870), et History of the Conflict between Religion and Science (1874). Ce dernier livre est l'un des plus importants sur la thèse du conflit, le conflit intrinsèque entre la science et la religion.
Il fut le premier président de l'American Chemical Society entre 1876 et 1877.

## Enfants
Il eut six enfants :
- John Christopher Draper, 1835-1885
- Henry Draper, 1837-1882
- Virginia Draper Maury, 1839-?, mère d'Antonia Maury
- Daniel Draper, 1841-1931
- William Draper, 1845-1853
- Antonia Draper Dixon, 1849-1923.

## Décès
Il meurt le 4 janvier 1882 dans sa maison de Hastings-on-Hudson dans l'État de New York à l'âge de 70 ans. Les funérailles eurent lieu à la St Mark's Church in-the-Bowery à New York. Il fut enterré dans le cimetière de Green-Wood à Brooklyn.

## Héritage
En 1976, l'université de New York créa le programme de master interdisciplinaire de John W. Draper en sciences humaines et sociales (Draper Program) en honneur à son long travail dans les études interdisciplinaires.
En 2001, Draper fut désigné comme un des jalons de l'histoire nationale de l'ACS, en reconnaissance de son rôle en tant que premier président de l'American Chemical Society.

## Œuvres

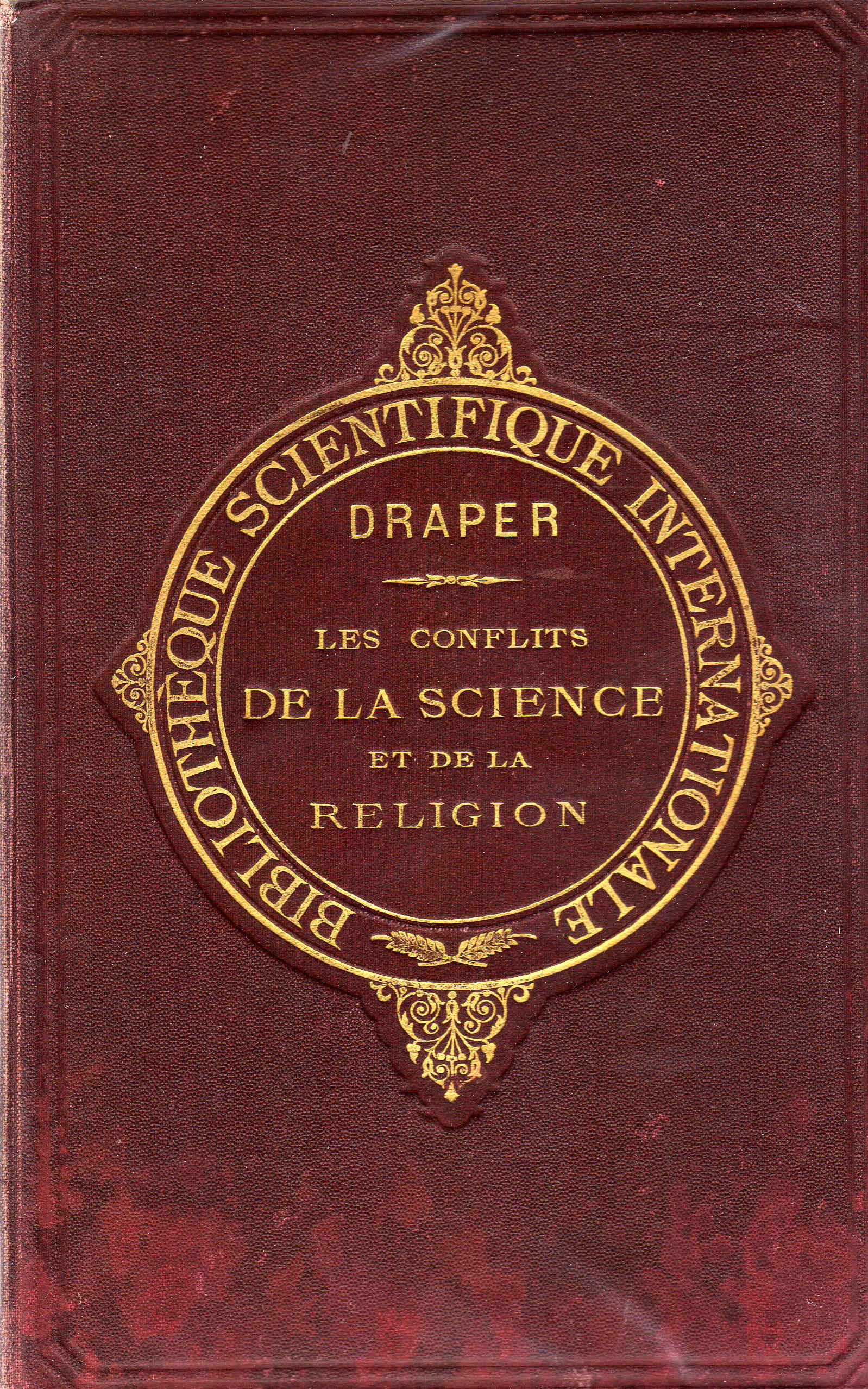
Édition française de 1903.

- (en) : History of the conflict between religion and science, D. Appleton and company, New York, 1875 (3e édition), xxii-373 p., (LCCN 06046128).
- Les Conflits de la science et de la religion, 1875 sur Gallica.
- Elements of Chemistry, Including the Most Recent Discoveries and Applications of the Science to Medicine and Pharmacy, and to the Arts, Robert Kane (chemist) et John William Draper.  New York, Harper and Brothers, 1842.
- History of the American Civil War. New York, Harper & Brothers, 1867-70.
- History of the Conflict Between Religion and Science. New York, D. Appleton, 1874.
- History of the Intellectual Development of Europe. New York, Harper & Brothers, 1863.
- Human Physiology, Statistical and Dynamical; or, the Conditions and Course of the Life of Man. New York, Harper & Brothers, 1856.
- Life of Franklin, Edited by Ronald S. Wilkinson. Washington: Library of Congress: U.S. Government Printing Office, 1977.
- Scientific Memoirs; Being Experimental Contributions to a Knowledge of Radiant Energy. New York, Harper & Brothers, 1878.
- Text-Book on Chemistry. For the Use of Schools and Colleges. New York, Harper & Brothers, 1851.
- Text-Book on Natural Philosophy. New York, Harper & Brothers, 1847.
- Thoughts on the Future Civil Policy of America. 3e éd. New York, Harper & Brothers, 1867.
- Treatise on the Forces Which Produce the Organization of Plants. With an Appendix Containing Several Memoirs on Capillary Attraction, Electricity, and the Chemical Action of Light. New York, Harper & Brothers, 1844.